# Midcoast Council
Koordinaten: 34° 4′ S, 152° 3′ O

Das Midcoast Council (auch Mid-Coast oder MidCoast geschrieben) ist ein lokales Verwaltungsgebiet (LGA) im australischen Bundesstaat New South Wales. Das Gebiet ist 10.054 km² groß und hat etwa 97.000 Einwohner.
Midcoast Council liegt an der australischen Ostküste etwa 250 km nordöstlich von Sydney, der Hauptstadt von New South Wales. Das Gebiet umfasst 196 Ortsteile und Ortschaften: Allworth, Back Creek, Bakers Creek, Barrington, Barrington Tops, Baxters Ridge, Belbora, Berrico, Bindera, Black Head, Blueys Beach, The Bight, Bobin, Bohnock, Bombah Point, Boolambayte, Boomerang Beach, Booral, Bootawa, Booti Booti, Bowman, Bowman Farm, The Branch, Bretti, Brimbin, Bucca Wauka, Bulahdelah, Bulga Forest, Bulliac, Bundabah, Bundook, Bungwahl, Bunyah, Burrell Creek, Cabbage Tree Island, Caffreys Flat, Callaghans Creek, Caparra, Carrington, Cedar Party, Cells River, Charlotte Bay, Cobark, Coneac, Coolongolook, Coomba Bay, Coomba Park, Coopernook, Cooplacurripa, Copeland, Coralville, Craven, Craven Plateau, Crawford River, Croki, Crowdy Bay, Crowdy Head, Cundle Flat, Cundletown, Curricabark, Darawank, Dewitt, Diamond Beach, Dingo Forest, Dollys Flat, Dumaresq Island, Dyers Crossing, Elizabeth Beach, Failford, Faulkland, Firefly, Forbesdale, Forster, Gangat, Ghinni Ghinni, Giro, Girvan, Glen Ward, Glenthorne, Gloucester, Gloucester Tops, Green Point, Hallidays Point, Hannam Vale, Harrington, Hawks Nest, Hillville, Invergordon, Johns River, Jones Island, Karaak Flat, Upper Karuah River, Khatambuhl, Kia Ora, Killabakh, Killawarra, Kimbriki, Kippaxs, Kiwarrak, Knorrit Flat, Knorrit Forest, Koorainghat, Krambach, Kundibakh, Kundle Kundle, Langley Vale, Lansdowne, Lansdowne Forest, Upper Lansdowne, Limeburners Creek, Manning Point, Mares Run, Markwell, Marlee, Mayers Flat, Melinga, Mernot, Minimbah, Mitchells Island, Mograni, Mondrook, Monkerai, Mooral Creek, Moorland, Moppy, Moto, Mount George, Mungo Brush, Myall Lake, Nabiac, Nerong, Nooroo, North Arm Cove, Number One, Old Bar, Oxley Island, Pampoolah, Pindimar, Possum Brush, Purfleet, Rainbow Flat, Rawdon Vale, Red Head, Rookhurst, Saltwater, Sandbar, Seal Rocks, Shallow Bay, Smiths Lake, Stewarts River, Stratford, Strathcedar, Stroud, Stroud Road, Tahlee, Tallwoods Village, Tarbuck Bay, Taree, Taree South, Tea Gardens, Terreel, Tibbuc, Tinonee, Tiona, Tipperary, Tiri, Titaatee Creek, Topi Topi, Tugrabakh, Tuncurry, Violet Hill, Waitui, Wallabi Point, Wallanbah, Wallingat, Wallis Lake, Wang Wauk, Wards River, Warranulla, Washpool, Waukivory, Weismantels, Wherrol Flat, Whoota, Willina, Wingham, Woko, Wootton, Yagon und Yarratt Forest sowie Teile von Comboyne, Elands, Karuah, Port Stephens und Tomalla. Der Verwaltungssitz des Councils befindet sich in der Stadt Taree im Nordosten der LGA, wo etwa 18.000 Einwohner leben.
Das Midcoast Council entstand am 12. Mai 2016 durch den Zusammenschluss von Gloucester Shire und Greater Taree City mit dem Great Lakes Council.

## Verwaltung
Das Verwaltungsgremium, das wie die LGA Midcoast Council heißt, hat elf Mitglieder. Sie werden von allen Bewohnern der LGA gewählt. Das Gebiet ist nicht in Bezirke untergliedert. Aus dem Kreis der Councillor rekrutiert sich auch der Mayor (Bürgermeister) des Councils.